# Bahnstrecke Den Chai–Chiang Rai
| Beginn der Strecke am Bahnhof Den Chai |                     |                             |                          |
| Streckenlänge: | 323 km              |                             |                          |
| Spurweite: | 1000 mm (Meterspur) |                             |                          |
| Zweigleisigkeit: | durchgehend         |                             |                          |
| |                     |                             |                          |
| \| \| \| Nordbahn von Bangkok \| \| \| \| Den Chai \| \| \| \| Nordbahn nach Chiang Mai \| \| \| \| Phrae \| \| \| \| Ngao \| \| \| \| Phayao \| \| \| \| Chiang Rai \| \| \| \| Ban Pa Sang \| \| \| \| Chiang Khong \| \| \| \| Freundschaftsbrücke, Mekong \| \| \| \| Ban Houayxay \| |                     |                             |                          |
| Strecke |                     | Nordbahn von Bangkok        | Nordbahn von Bangkok     |
| Bahnhof |                     | Den Chai                    | Den Chai                 |
| Abzweig ehemals geradeaus und nach links |                     | Nordbahn nach Chiang Mai    | Nordbahn nach Chiang Mai |
| Bahnhof (Strecke außer Betrieb) |                     | Phrae                       | Phrae                    |
| Bahnhof (Strecke außer Betrieb) |                     | Ngao                        | Ngao                     |
| Bahnhof (Strecke außer Betrieb) |                     | Phayao                      | Phayao                   |
| Bahnhof (Strecke außer Betrieb) |                     | Chiang Rai                  | Chiang Rai               |
| Bahnhof (Strecke außer Betrieb) |                     | Ban Pa Sang                 | Ban Pa Sang              |
| Kopfbahnhof Streckenende (Strecke außer Betrieb) |                     | Chiang Khong                | Chiang Khong             |
| |                     | Freundschaftsbrücke, Mekong |                          |
| |                     | Ban Houayxay                |                          |

Die Bahnstrecke Den Chai–Chiang Rai ist das Projekt einer seit 2023 im Bau befindlichen Neubaustrecke im Norden von Thailand.

## Geschichte
Im Jahr 1960 gab es den Vorschlag die weit im Norden Thailands, nur je etwa 30 km von der laotischen und burmesischen Grenze entfernt gelegene Stadt Chiang Rai sollte an das Eisenbahnnetz Thailands angeschlossen werden. Eine 246 km lange Neubaustrecke sollte in Den Chai von der Nordbahn abzweigen. Fernziel waren Eisenbahnanschlüsse nach Laos, Myanmar und in die Volksrepublik China, aber daraus wurde nichts.
1997 wurde der Neubau von der Regierung gebilligt und 2001 damit begonnen, die erforderlichen Grundstücke zu beschaffen. Allerdings blieb das Vorhaben dann aufgrund von Geldmangel zunächst stecken.

## Bau

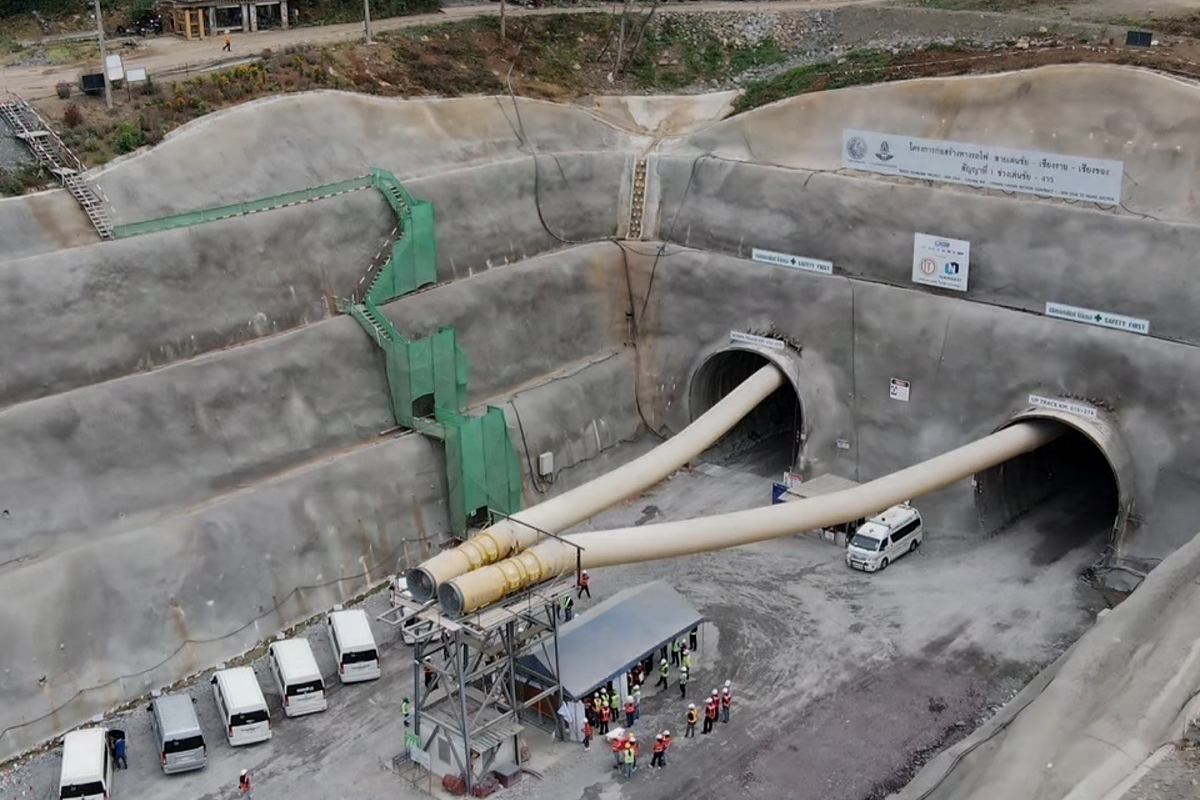
Ngao Tunnel im Bau

Im Jahr 2023 wurde mit den Bauarbeiten begonnen, die bis 2028 abgeschlossen sein sollen. Die zweigleisige, 323 km lange Strecke soll bis nach Chiang Khong in der Provinz Chiang Rai führen und an der Grenze zu Laos enden. Die Eisenbahnstrecke wird in drei Abschnitte erstellt von Den Chai nach Ngao (104 km), Ngao nach Chiang Rai (132 km), Chiang Rai nach Chiang Khong (87 km) und wird über 26 Stationen verfügen. Das Projekt umfasst ebenerdige Gleise sowie als Hochbahn, Eisenbahntunnel, Eisenbahnbrücken, Übergänge und Unterführungen.